# Lotus Eleven
La Lotus Eleven è un'automobile da corsa costruita dalla casa automobilistica Lotus dal 1956 al 1958. Le ultime versioni del 1958 sono spesso denominate Lotus 13 sebbene il nome non fosse ufficiale e registrato dalla casa costruttrice. L'Eleven fu prodotta in tutte le sue versioni originali dalla Lotus in circa 270 esemplari.

## Storia
La Eleven è stata ideata da Colin Chapman, mentre la forma filante deriva da uno studio dell'ingegnere Frank Costin. La sua versione standard, soprannominata Le Mans, era dotata di un motore Coventry Climax 1100 cm³ montato davanti a un telaio tubolare e aveva sospensioni posteriori De Dion e freni a disco da 240 mm. Era una vettura estremamente leggera con un peso a pieno carico di circa 450 chilogrammi. Furono prodotte anche versioni con cilindrate 1100 e 1172 cm³ dello stesso motore Climax dotate però di freni a tamburo. Altre versioni della Le Mans vennero poi modificate per soddisfare i requisiti della classe GT, con l'aggiunta, ad esempio, delle portiere ad ali di gabbiano su di una carrozzeria totalmente chiusa.

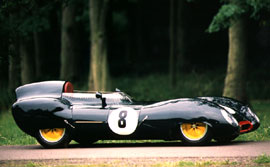
Lotus Eleven a Donington Park

Nonostante l'ampia gamma di motori installati, l'auto era stata costruita principalmente per competere nella classe 1100 cm³ dove effettivamente si rivelò fra le più competitive degli anni cinquanta. Alcune altre Eleven furono in seguito dotate del 1500 cm³ Coventry Climax per competere nella classe della medesima cilindrata. L'Eleven è una delle auto Lotus più vincenti: ha battuto diversi record, il più importante dei quali appartiene a Stirling Moss per un giro a Monza alla velocità media di 229 km/h. Inoltre ha riportato vittorie di classe a Le Mans e a Sebring.
Nel 1957 l'Eleven venne sottoposta ad un sostanziale cambiamento di design, con nuove sospensioni anteriori e una trasmissione migliorata. Ufficialmente denominata Eleven Serie 2, questo modello successivo è anche conosciuto come Lotus 13, anche se non si tratta di un nome ufficiale (forse dovuto al fatto che venne lanciata in produzione fra la Lotus Twelve (modello 12) e la Lotus Elite (modello 14). Il numero 13 non è mai stato usato ufficialmente dalla Lotus.

## La Westfield XI replica
Dal 1982 la "Westfield Sportscars" ha iniziato la produzione di una fedele replica della famosa “Eleven Le Mans” con una carrozzeria in fibra di vetro, disponibile anche in scatola di montaggio (kitcar). I modelli già montati erano dotati del propulsore 1275 cm³ BMC A (lo stesso montato sulla MG Midget e sulla Austin-Healey Sprite) oppure del Kent della Ford. Le auto in scatola di montaggio, invece, erano sprovviste di motore e chi le acquistava doveva provvedere spesso a installare il motore Coventry Climax o motori Alfa Romeo.
La produzione della Westfield XI originale è cessata nel 1986, sebbene le kitcars non vendute si potessero acquistare fino al 1988. Nel 2004 la casa inglese ha ripreso la produzione, offrendo sempre la motorizzazione BMC A.